# Ernest Candèze
Ernest Candèze est un médecin et un entomologiste belge, ainsi qu'un photographe amateur, né le 22 février 1827 à Liège et mort le 30 juin 1898 à Glain.

## Biographie

### Médecin et entomologiste
Ernest Charles Auguste Candèze fait des études de médecine à Paris et à Liège, auprès de Jean Théodore Lacordaire (1801-1870), comme Félicien Chapuis avec lequel il se lie.
Il devient médecin assistant dans un établissement pour malades mentaux, épouse la fille du directeur et prend plus tard lui-même la direction de l'établissement. le couple a cinq enfants ; l'un d'entre eux, Léon Candèze, est également entolomogiste.
Sur les conseils de Lacordaire, Ernest Candèze fonde le cercle des entomologistes liégeois que fréquentent son ami de longue date, Félicien Chapuis (1824-1879) mais aussi Edmond de Sélys Longchamps (1813-1900) et le Britannique Robert Mac Lachlan (1837-1904). Il participe à la fondation de la Société royale belge d’entomologie.
C’est Lacordaire qui l’incite à se spécialiser dans les Élatérides sur lesquels il publie d’importants ouvrages, dont sa Monographie des Élatérides (quatre volumes, Liège, 1857-1863). Outre sa propre collection, il examine diverses autres collections et reçoit des spécimens du monde entier, notamment ceux envoyés par Samuel Constantinus Snellen van Vollenhoven (nl), et publie en 1865 Élaterides nouveaux, dans lequel il décrit des dizaines de nouvelles espèces. 
Ami de l’éditeur français Pierre-Jules Hetzel (1814-1886), celui-ci lui passe commande pour écrire des romans scientifiques afin de populariser l’entomologie auprès d’un plus large public : Aventures d'un grillon (Paris, 1877), La Gileppe, les infortunes d'une population d'insectes (Paris, 1879), qui connaît un certain succès, et Périnette, histoire surprenante de cinq moineaux... (Paris, 1886).
Il est élu membre correspondant de l'Académie Royale de Belgique en 188, membre titulaire en 1864 et directeur de la Classe des sciences en 1874.
Il meurt le 30 juin 1898 à Glain, une section de la ville de Liège.

### Photographe
Passionné également de photographie, Ernest Candèze est un dynamique artisan de la fondation de l'Association belge de photographie. Il en est vice-président en 1874 et président de 1886 à 1889. Il est président de la section liégeoise de 1874 à 1879. 
Il met au point un appareil photographique pliable, le scénographe, pour lequel il prend un brevet le 31 janvier 1874. Cet appareil prend des vues albums, des vues stéréoscopiques et est prévu pour l'utilisation de plaques sèches. Fabriqué à Paris par Deyrolle, le scénographe est un des premiers appareils vraiment portatif commercialisé. Cet appareil connaît un grand succès en Europe ; il le présente dans un livre publié à Paris en 1875 Le Scénographe, appareil photographique de poche,.
Un second brevet lui est accordé le 29 avril 1882, pour « un appareil permettant de prendre des vues instantanées ». Cette année-là, il procède pour le Ministère de la Guerre à des expérimentations de photographies avec un ballon captif muni d'un obturateur de sa fabrication. Cet obturateur à tambour, également diaphragme, par un mouvement très rapide - 1/100e de seconde - impressionnait la plaque bromurée avec toute la netteté qu’exigeait l’instantané. 
Ernest Candèze semble avoir été le premier à réaliser des photographies depuis un train en marche ; en 1822, il fait devant l’Académie Royale de Belgique un exposé sur « La photographie en chemin de fer et en ballon » qui est publié la même année dans le Bulletin de l’Association belge de photographie, où il écrit : « S'il est possible de fixer sur une substance impressionnable l'image d'objets animés d'un mouvement rapide, l'inverse doit être également vrai, c'est-à-dire que l'opérateur peut lui-même se mouvoir, et cependant obtenir, sur la glace qu'il tient en main, l'image nette des paysages immobiles. [...] Partant de cette idée, je fis quelques essais. Emportant mon appareil en voyage, j'en braquais l'objectif par la portière d'une voiture de train en pleine course, et je pris la vue des paysages qui s'offraient en passant » ; mais aucun spécimen n'en a été retrouvé,.

## Publications
- Monographie des Élatérides, Liège, H. Dessain, 1857-1863, 4 vol. : publication des articles parus dans les Mémoires de la Société royale des sciences de Liège, tomes XII, XIV, XV et XVII. (Tome I en ligne) ; (Tome IV en ligne).
- « Élatérides nouveaux », Mémoires de l'Académie royale de Belgique, no 17,‎ 1865, p. 1-63 (lire en ligne ).
- « Insectes recueillis au Japon par M. G. Lewis, pendant les années 1869-1871. Élatérides », Mémoires de la Société royale des sciences de Liège, t. V, no 2,‎ 1872.
- Le Scénographe, appareil photographique de poche, Paris, Émile Deyrolle, 1875, IV-32 p. (lire en ligne).
- Aventures d'un grillon, Paris, Pierre-Jules Hetzel, 1877, 298 p..
- La Gileppe, les infortunes d'une population d'insectes (ill. Fortuné Méaulle), Paris, Pierre-Jules Hetzel, coll. « Bibliothèque d'éducation et de récréation », 1879, 328 p.et XXIII] ff. de planches (lire en ligne).
- « Appareil de photographie instantanée », La Nature, t. II,‎ 1882, p. 49-50.
- « La photographie en chemin de fer et en ballon », Bulletin de l’Association belge de photographie,‎ 1882, p. 293-294.
- Périnette, histoire surprenante de cinq moineaux, Paris, Pierre-Jules Hetzel, coll. « Contes et romans de l'histoire naturelle », 1886, 286 p..

## Postérité
En 1996, Ernest Candèze est l'un des 26 photographes belges mis à l'honneur au FotoMuseum Antwerpen (Musée de la Photographie à Anvers), lors de l'exposition Pioniers in Beeld.